# Bottom
Bottom est une série télévisée britannique, en 18 épisodes de 30 minutes, créée par Adrian Edmondson et Rik Mayall et diffusée entre le 17 septembre 1991 et le 10 février 1995 sur BBC Two.
En France, la série a été diffusée sur Jimmy. Elle reste inédite dans les autres pays francophones.

## Synopsis
Cette série met en scène les aventures désopilantes, mais d'un goût parfois douteux, de deux rebuts de la société, bêtes, méchants et obsédés, cohabitant dans un appartement crasseux.

## Distribution
- Adrian Edmondson : Edward « Eddie » Elizabeth Hitler
- Rik Mayall : Richard « Richie » Richard
- Steve O'Donnell : Steven « Canon à patates » O'Donnell
- Christopher Ryan : Dave Hedgehog

## Réalisation
- Ed Bye : (Saison 1 et 2 : 12 episodes)
- Bob Spiers : (Saison 3 : 6 episodes)

## Épisodes

### Première saison (1991)
Diffusée du 17 septembre au 22 octobre 1991
1. Le Spray d'amour (Smells)
2. Le Gaz (Gas)
3. Le Concours (Contest)
4. Apocalypse (Apocalypse)
5. Fesses en l'air (’s Up)
6. L'Accident (Accident)

### Deuxième saison (1992)
Diffusée du 1er au 29 octobre 1992.
1. La Chasse au trésor (Digger)
2. Culture (Culture)
3. Cambriolage (Burglary)
4. Identification (Parade)
5. Noël (Holy)
6. Camping (’s Out) diffusé le 10 avril 1995

Le dernier épisode de cette saison n'a pas été diffusé comme prévu en novembre pour raisons de sensibilité à la suite d'un meurtre commis à Wimbledon Common en juillet 1992, quelques jours après la production de cet épisode où se déroule l'action.

### Troisième saison (1995)
Diffusée du 6 janvier au 10 février 1995.
1. Le Vide (Hole)
2. Terreur (Terror)
3. L'Échappée belle (Break)
4. Du blé (Dough)
5. Doigt (Finger)
6. Carnaval (Carnival)

## Produits dérivés

### Bottom Lives
1. 1993 : Bottom Live: The Stage Show (Enregistré au Southampton Mayflower Theatre / 1 h 41)
2. 1995 : Bottom Live: The Big Number Two Tour (Enregistré au Oxford New Theatre / 1 h 50)
3. 1997 : Bottom Live 3: Hooligan's Island (Enregistré au Bristol Hippodrome / 1 h 40)
4. 2001 : Bottom Live 2001: An Arse Oddity (Enregistré au Nottingham Royal Concert Hall / 1 h 27)
5. 2003 : Bottom Live 2003: Weapons Grade Y-Fronts Tour (Enregistré au Southend The Cliffs Pavilion / 1 h 33)

### Film
- 1999 : Hôtel Paradiso, une maison sérieuse (Guest House Paradiso)